# Montigny (Sena Marítim)
Montigny és un municipi francès situat al departament del Sena Marítim i a la regió de Normandia. L'any 2007 tenia 1.147 habitants.

## Demografia

### Població
El 2007 la població de fet de Montigny era de 1.147 persones. Hi havia 441 famílies de les quals 73 eren unipersonals (28 homes vivint sols i 45 dones vivint soles), 196 parelles sense fills, 168 parelles amb fills i 4 famílies monoparentals amb fills.
La població ha evolucionat segons el següent gràfic:
Habitants censats

### Habitatges
El 2007 hi havia 474 habitatges, 453 eren l'habitatge principal de la família, 11 eren segones residències i 10 estaven desocupats. 471 eren cases i 2 eren apartaments. Dels 453 habitatges principals, 413 estaven ocupats pels seus propietaris, 36 estaven llogats i ocupats pels llogaters i 4 estaven cedits a títol gratuït; 5 tenien dues cambres, 24 en tenien tres, 104 en tenien quatre i 320 en tenien cinc o més. 404 habitatges disposaven pel capbaix d'una plaça de pàrquing. A 150 habitatges hi havia un automòbil i a 280 n'hi havia dos o més.

### Piràmide de població
La piràmide de població per edats i sexe el 2009 era:
| Homes | Edats   | Dones |
| ----- | ------- | ----- |
| 0     | 95 o +  | 0     |
| 4     | 90 a 94 | 4     |
| 4     | 85 a 89 | 8     |
| 0     | 80 a 84 | 8     |
| 16    | 75 a 79 | 12    |
| 52    | 70 a 74 | 40    |
| 16    | 65 a 69 | 32    |
| 32    | 60 a 64 | 44    |
| 60    | 55 a 59 | 32    |
| 44    | 50 a 54 | 44    |
| 56    | 45 a 49 | 72    |
| 48    | 40 a 44 | 36    |
| 32    | 35 a 39 | 36    |
| 20    | 30 a 34 | 28    |
| 20    | 25 a 29 | 12    |
| 16    | 20 a 24 | 32    |
| 44    | 15 a 19 | 36    |
| 20    | 10 a 14 | 32    |
| 72    | 5 a 9   | 36    |
| 16    | 0 a 4   | 16    |

## Economia
El 2007 la població en edat de treballar era de 719 persones, 515 eren actives i 204 eren inactives. De les 515 persones actives 490 estaven ocupades (256 homes i 234 dones) i 25 estaven aturades (14 homes i 11 dones). De les 204 persones inactives 92 estaven jubilades, 71 estaven estudiant i 41 estaven classificades com a «altres inactius».

### Ingressos
El 2009 a Montigny hi havia 452 unitats fiscals que integraven 1.175,5 persones, la mediana anual d'ingressos fiscals per persona era de 28.323 €.

### Activitats econòmiques
Dels 45 establiments que hi havia el 2007, 1 era d'una empresa alimentària, 7 d'empreses de construcció, 9 d'empreses de comerç i reparació d'automòbils, 3 d'empreses de transport, 3 d'empreses d'hostatgeria i restauració, 5 d'empreses financeres, 8 d'empreses immobiliàries, 3 d'empreses de serveis, 2 d'entitats de l'administració pública i 4 d'empreses classificades com a «altres activitats de serveis».
Dels 7 establiments de servei als particulars que hi havia el 2009, 1 era un paleta, 1 guixaire pintor, 1 fusteria, 2 lampisteries, 1 perruqueria i 1 agència immobiliària.
Dels 2 establiments comercials que hi havia el 2009, 1 era una botiga de més de 120 m² i 1 una llibreria.

## Equipaments sanitaris i escolars
El 2009 hi havia una escola elemental integrada dins d'un grup escolar amb les comunes properes formant una escola dispersa.

## Poblacions més properes
El següent diagrama mostra les poblacions més properes.